# Ikuhisa Minowa
Ikuhisa Minowa (美濃輪 育久 Minowa Ikuhisa?) (Hashima, Gifu; 12 de enero de 1976) es un luchador profesional y artista marcial mixto japonés. Minowa es conocido por su larga carrera en Pancrase y PRIDE Fighting Championships, así como en DREAM y otras empresas derivadas. Minowa es conocido por su excentricidad dentro y fuera de los cuadriláteros y por su tendencia a enfrentarse a luchadores mucho mayores, ganando contra casi todos ellos.
Fue ganador del torneo Super Hulk de DREAM y tiene victorias notables contra Gilbert Yvel, Phil Baroni, Hong-man Choi, Bob Sapp, Butterbean, Kimo Leopoldo, Errol Zimmerman, Stefan Leko y Don Frye, y en su cenit profesional derrotó también a Rameau Thierry Sokoudjou para convertirse en el campeón del Gran Premio Super Hulk 2009 (Open-Weight) de DREAM en el evento Dynamite!! 2009.

## Carrera como artista marcial mixto
Minowa ganó una enorme popularidad en PRIDE Fighting Championships por sus sensacionales entradas, en las que normalmente llevaba la bandera de Japón a modo de capa, y por su arriesgado y atrevido estilo de lucha, en el que utilizaba movimientos derivados de la lucha libre profesional tales como dropkicks, piledrivers e incluso Death Valley drivers. También destacó por sus extravagantes métodos de entrenamiento, en los que aparecía esquivando pelotes de béisbol y entrenando en ambientes naturales como ríos. A pesar de su constitución ligera, ha derrotado a oponentes mucho más grandes que él, lo que le ha brindado el apodo de "The Giant Killer".

## Carrera como luchador profesional
El 22 de febrero de 2010, Minowa hizo su debut en la empresa de lucha libre Inoki Genome Federation, donde derrotó a Necro Butcher. Más tarde, Minowa recibió entrenamiento especial de Satoru "Tiger Mask I" Sayama, quien le otorgó el gimmick y la máscara de Tiger Mask. Esto hace a Ikuhisa el quinto Tiger Mask de la historia.

## Registro de artes marciales mixtas
| Resultado | Registro | Oponente                 | Método                            | Evento                                            | Fecha                    | Asalto | Tiempo    | Localización                     | Notas |
| --------- | -------- | ------------------------ | --------------------------------- | ------------------------------------------------- | ------------------------ | ------ | --------- | -------------------------------- | ----- |
| Derrota   | 64-45-8  | Kiyoshi Kuwabara         | TKO (golpes)                      | Rizin Landmark 4                                  | 6 de noviembre de 2022   | 1      | 2:24      | Nagoya, Japón                    |       |
| Derrota   | 64-44-8  | Tsuyoshi Sudario         | TKO (patada a la pierna y golpe)  | Rizin 26: Saitama                                 | 31 de diciembre de 2020  | 1      | 3:17      | Saitama, Japón                   |       |
| Derrota   | 64-43-8  | Eiji Ishikawa            | Decisión (unánime)                | Pancrase 306                                      | 30 de junio de 2019      | 3      | 5:00      | Tokio, Japón                     |       |
| Victoria  | 64-42-8  | Dong Sik Yoon            | TKO (lesión en un dedo)           | ROAD FC 42                                        | 23 de septiembre de 2017 | 2      | 2:26      | Seúl, Corea del Sur              |       |
| Derrota   | 63-42-8  | Yuki Kondo               | Decisión (unánime)                | Pancrase 288                                      | 2 de julio de 2017       | 3      | 3:00      | Tokio, Japón                     |       |
| Victoria  | 63-41-8  | Tetsuo Onuma             | TKO (golpes)                      | CMA MMA - Crazy King 8 / CMA Kaiser 4             | 8 de abril de 2017       | 2      | 1:31      | Tokio, Japón                     |       |
| Derrota   | 62-41-8  | Yuya Shirai              | Decisión (unánime)                | DEEP: 75 Impact                                   | 27 de febrero de 2016    | 3      | 5:00      | Tokio, Japón                     |       |
| Derrota   | 62-40-8  | Zilong Zhao              | TKO (golpes)                      | ROAD FC 27 in China                               | 26 de diciembre de 2015  | 1      | 1:24      | Shanghái, China                  |       |
| Victoria  | 62-39-8  | Tetsuo Kondo             | Rendición (rear-naked choke)      | ACF 14                                            | 24 de octubre de 2015    | 1      | 2:48      | Osaka, Japón                     |       |
| Derrota   | 61-39-8  | Justin Morton            | Decisión (unánime)                | VTJ in Okinawa                                    | 3 de octubre de 2015     | 3      | 5:00      | Okinawa, Japón                   |       |
| Victoria  | 61-38-8  | Dae Sung Kim             | Decisión (unánime)                | Road FC 24                                        | 25 de julio de 2015      | 3      | 5:00      | Kōtō, Tokio, Japón               |       |
| Derrota   | 60-38-8  | Oli Thompson             | Decisión (unánime)                | Inoki Genome Fight 3                              | 11 de abril de 2015      | 2      | 5:00      | Tokio, Japón                     |       |
| Victoria  | 60-37-8  | Yuichiro Ono             | TKO (detención médica)            | Gladiator 81                                      | 28 de febrero de 2015    | 2      | Sin datos | Tokio, Japón                     |       |
| Derrota   | 59-37-8  | Shinichi Suzukawa        | TKO (detención de la esquina)     | IGF: Inoki Genome Fight 2                         | 23 de agosto de 2014     | 2      | 0:59      | Tokio, Japón                     |       |
| Derrota   | 59-36-8  | Jung-Gyo Park            | KO (golpe)                        | ROAD FC 15                                        | 31 de mayo de 2014       | 1      | 4:42      | Wonju, Corea del Sur             |       |
| Victoria  | 59-35-8  | Goran Jettingstad        | Rendición (achilles lock)         | Inoki Genome Fight 1                              | 5 de abril de 2014       | 1      | 2:26      | Tokio, Japón                     |       |
| Victoria  | 58-35-8  | Atsushi Sawada           | TKO (golpe y patadas de fútbol)   | IGF: Inoki-Bom-Ba-Ye 2013                         | 31 de diciembre de 2013  | 1      | 3:47      | Tokio, Japón                     |       |
| Victoria  | 57-35-8  | Hoon Kim                 | KO (golpe)                        | Road FC 13                                        | 12 de octubre de 2013    | 1      | 3:37      | Seúl, Corea del Sur              |       |
| Derrota   | 56-35-8  | Hae Suk Son              | TKO (golpes)                      | Road FC 11                                        | 13 de abril de 2013      | 3      | 0:54      | Seúl, Corea del Sur              |       |
| Victoria  | 56-34-8  | Bor Bratovž              | Rendición (heel hook)             | IGF: Inoki-Bom-Ba-Ye 2012                         | 31 de diciembre de 2012  | 1      | 3:20      | Japón                            |       |
| Victoria  | 55-34-8  | Jin Soo Yuk              | Rendición (kimura)                | Road FC 9                                         | 15 de septiembre de 2012 | 1      | 4:59      | Corea del Sur                    |       |
| Derrota   | 54-34-8  | Alexander Shlemenko      | TKO (rodillazo y golpe al cuerpo) | SFL 2                                             | 7 de abril de 2012       | 1      | 2:20      | Chandigarh, India                |       |
| Victoria  | 54-33-8  | Shigeki Tsuchiya         | Rendición (kimura)                | Gladiator 30                                      | 11 de marzo de 2012      | 1      | 1:16      | Fukuoka, Japón                   |       |
| Victoria  | 53-33-8  | Toshihiro Koyama         | Rendición (arm-triangle choke)    | Gladiator 29                                      | 19 de febrero de 2012    | 1      | 1:49      | Kariya, Japón                    |       |
| Derrota   | 52-33-8  | Kendall Grove            | Decisión (unánime)                | ProElite 3                                        | 21 de enero de 2012      | 3      | 5:00      | Honolulu, Hawái, Estados Unidos  |       |
| Victoria  | 52-32-8  | Dev Kumar Ghimire        | Rendición (armbar)                | Gladiator 27                                      | 18 de diciembre de 2011  | 1      | 1:20      | Tokio, Japón                     |       |
| Victoria  | 51-32-8  | Young Woo Yu             | Rendición (kimura)                | Gladiator 25                                      | 30 de octubre de 2011    | 1      | 2:55      | Tokio, Japón                     |       |
| Victoria  | 50-32-8  | Baru Harn                | Rendición (scarf hold armlock)    | DREAM 17                                          | 24 de septiembre de 2011 | 1      | 4:39      | Saitama, Japón                   |       |
| Victoria  | 49-32-8  | Jair Gomes               | Rendición (neck crank)            | Gladiator 22                                      | 14 de agosto de 2011     | 1      | Sin datos | Gifu, Japón                      |       |
| Victoria  | 48-32-8  | Carlos Toyota            | Decisión (unánime)                | Heat 18                                           | 5 de junio de 2011       | 3      | 5:00      | Osaka, Japón                     |       |
| Derrota   | 47-32-8  | Hiroshi Izumi            | TKO (golpes)                      | Dynamite!! 2010                                   | 31 de diciembre de 2010  | 3      | 2:50      | Saitama, Japón                   |       |
| Victoria  | 47-31-8  | Chang Hee Kim            | Rendición (scarf hold armlock)    | DEEP: 50 Impact                                   | 24 de octubre de 2010    | 1      | 2:07      | Tokio, Japón                     |       |
| Derrota   | 46-31-8  | Satoshi Ishii            | Decisión (unánime)                | DREAM 16                                          | 25 de septiembre de 2010 | 2      | 5:00      | Nagoya, Japón                    |       |
| Victoria  | 46-30-8  | Imani Lee                | Rendición (rear-naked choke)      | DREAM 14                                          | 29 de mayo de 2010       | 1      | 4:16      | Saitama, Japón                   |       |
| Victoria  | 45-30-8  | Jimmy Ambriz             | Rendición (toe hold)              | DREAM 13                                          | 22 de marzo de 2010      | 2      | 2:42      | Yokohama, Japón                  |       |
| Victoria  | 44-30-8  | Rameau Thierry Sokoudjou | TKO (golpes)                      | Dynamite!! The Power of Courage 2009              | 31 de diciembre de 2009  | 3      | 3:29      | Saitama, Japón                   |       |
| Victoria  | 43-30-8  | Choi Hong-man            | Rendición (heel hook)             | DREAM 11                                          | 6 de octubre de 2009     | 2      | 1:27      | Yokohama, Japón                  |       |
| Victoria  | 42-30-8  | Bob Sapp                 | Rendición (achilles lock)         | DREAM 9                                           | 26 de mayo de 2009       | 1      | 1:15      | Yokohama, Japón                  |       |
| Derrota   | 41-30-8  | Katsuyori Shibata        | Decisión (unánime)                | DREAM 8                                           | 5 de abril de 2009       | 2      | 5:00      | Nagoya, Japón                    |       |
| Victoria  | 41-29-8  | Errol Zimmerman          | Rendición (toe hold)              | Fields Dynamite!! 2008                            | 31 de diciembre de 2008  | 1      | 1:01      | Saitama, Japón                   |       |
| Derrota   | 40-29-8  | Masakatsu Funaki         | Rendición (heel hook)             | DREAM 6: Middleweight Grand Prix 2008 Final Round | 23 de septiembre de 2008 | 1      | 0:52      | Saitama, Japón                   |       |
| Victoria  | 40-28-8  | Don Frye                 | Rendición (kneebar)               | DEEP: Gladiator                                   | 16 de agosto de 2008     | 1      | 3:56      | Okayama, Japón                   |       |
| Derrota   | 39-28-8  | Taiei Kin                | Decisión (unánime)                | DREAM 2: Middleweight Grand Prix 2008 First Round | 29 de abril de 2008      | 2      | 5:00      | Saitama, Japón                   |       |
| Victoria  | 39-27-8  | Kwan Bum Lee             | Rendición (kneebar)               | DREAM 1: Lightweight Grand Prix 2008 First Round  | 15 de marzo de 2008      | 1      | 1:25      | Saitama, Japón                   |       |
| Derrota   | 38-27-8  | Zuluzinho                | TKO (detención de la esquina)     | K-1 Premium 2007 Dynamite!!                       | 31 de diciembre de 2007  | 3      | 2:13      | Saitama, Japón                   |       |
| Derrota   | 38-26-8  | Kim Min-Soo              | TKO (golpes)                      | HERO'S 2007 in Korea                              | 28 de octubre de 2007    | 1      | 3:46      | Seúl, Corea del Sur              |       |
| Victoria  | 38-25-8  | Kevin Casey              | TKO (golpes)                      | HERO'S 10                                         | 17 de septiembre de 2007 | 2      | 0:42      | Yokohama, Japón                  |       |
| Victoria  | 37-25-8  | Seung Hyun Choi          | Rendición (reverse kimura)        | Heat 4                                            | 11 de agosto de 2007     | 1      | 1:41      | Nagoya, Japón                    |       |
| Victoria  | 36-25-8  | Min Suk Heo              | TKO (detención de la esquina)     | DEEP: CMA Festival 2                              | 23 de julio de 2007      | 1      | 5:00      | Tokio, Japón                     |       |
| Derrota   | 35-25-8  | Kiyoshi Tamura           | KO (patadas de fútbol)            | PRIDE Shockwave 2006                              | 31 de diciembre de 2006  | 1      | 1:18      | Saitama, Japón                   |       |
| Victoria  | 35-24-8  | Mike Polchlopek          | Decisión (unánime)                | PRIDE Bushido 13                                  | 5 de noviembre de 2006   | 2      | 5:00      | Yokohama, Japón                  |       |
| Victoria  | 34-24-8  | Butterbean               | Rendición (armbar)                | PRIDE Bushido 12                                  | 26 de agosto de 2006     | 1      | 4:25      | Nagoya, Japón                    |       |
| Victoria  | 33-24-8  | Hyun Gab Park            | Rendición (achilles lock)         | DEEP: CMA Festival                                | 24 de mayo de 2006       | 1      | 0:17      | Tokio, Japón                     |       |
| Derrota   | 32-24-8  | Mirko Filipovic          | TKO (golpes)                      | PRIDE Total Elimination Absolute                  | 5 de mayo de 2006        | 1      | 1:10      | Osaka, Japón                     |       |
| Victoria  | 32-23-8  | Giant Silva              | TKO (rodillazos)                  | PRIDE Bushido 10                                  | 2 de abril de 2006       | 1      | 2:23      | Tokio, Japón                     |       |
| Victoria  | 31-23-8  | Dave Legeno              | Rendición (achilles lock)         | Cage Rage 15                                      | 4 de febrero de 2006     | 1      | 2:21      | Londres, Inglaterra, Reino Unido |       |
| Derrota   | 30-23-8  | Kazushi Sakuraba         | Rendición técnica (kimura)        | PRIDE Shockwave 2005                              | 31 de diciembre de 2005  | 1      | 9:59      | Saitama, Japón                   |       |
| Derrota   | 30-22-8  | Murilo Bustamante        | TKO (patadas de fútbol)           | PRIDE Bushido 9                                   | 25 de septiembre de 2005 | 1      | 9:51      | Tokio, Japón                     |       |
| Victoria  | 30-21-8  | Phil Baroni              | Decisión (unánime)                | PRIDE Bushido 9                                   | 25 de septiembre de 2005 | 2      | 5:00      | Tokio, Japón                     |       |
| Victoria  | 29-21-8  | Kimo Leopoldo            | Rendición (achilles lock)         | PRIDE Bushido 8                                   | 17 de julio de 2005      | 1      | 3:11      | Nagoya, Japón                    |       |
| Derrota   | 28-21-8  | Phil Baroni              | TKO (pisotones)                   | PRIDE Bushido 7                                   | 22 de mayo de 2005       | 2      | 2:04      | Tokio, Japón                     |       |
| Victoria  | 28-20-8  | Gilbert Yvel             | Rendición (toe hold)              | PRIDE Bushido 6                                   | 3 de abril de 2005       | 1      | 1:10      | Yokohama, Japón                  |       |
| Victoria  | 27-20-8  | Stefan Leko              | Rendición (heel hook)             | PRIDE Shockwave 2004                              | 31 de diciembre de 2004  | 1      | 0:27      | Saitama, Japón                   |       |
| Victoria  | 26-20-8  | Ryuki Ueyama             | Decisión (dividida)               | PRIDE Bushido 5                                   | 14 de octubre de 2004    | 2      | 5:00      | Osaka, Japón                     |       |
| Victoria  | 25-20-8  | Kenichi Yamamoto         | TKO (golpes)                      | PRIDE Bushido 4                                   | 19 de junio de 2004      | 1      | 3:23      | Nagoya, Japón                    |       |
| Victoria  | 24-20-8  | Eduard Churakov          | Rendición (rear-naked choke)      | Gladiator FC: Day 1                               | 26 de junio de 2004      | 1      | 2:29      | Corea del Sur                    |       |
| Derrota   | 23-20-8  | Ryan Gracie              | Decisión (dividida)               | PRIDE Bushido 3                                   | 23 de mayo de 2004       | 2      | 5:00      | Yokohama, Japón                  |       |
| Derrota   | 23-19-8  | Wanderlei Silva          | KO (golpes)                       | PRIDE Bushido 2                                   | 15 de febrero de 2004    | 1      | 1:09      | Yokohama, Japón                  |       |
| Derrota   | 23-18-8  | Quinton Jackson          | TKO (rodillazo)                   | PRIDE Shockwave 2003                              | 31 de diciembre de 2003  | 2      | 1:05      | Saitama, Japón                   |       |
| Victoria  | 23-17-8  | Silmar Rodrigo           | Rendición (rolling kneebar)       | Brazil Super Fight                                | 19 de septiembre de 2003 | 2      | 3:00      | Porto Alegre, Brasil             |       |
| Derrota   | 22-17-8  | Ricardo Almeida          | Decisión (unánime)                | Pancrase: Hybrid 2                                | 16 de febrero de 2003    | 3      | 5:00      | Osaka, Japón                     |       |
| Victoria  | 22-16-8  | Yuki Sasaki              | Decisión (mayoría)                | Pancrase: Spirit 8                                | 30 de noviembre de 2002  | 3      | 5:00      | Yokohama, Japón                  |       |
| Derrota   | 21-16-8  | Kiyoshi Tamura           | Decisión (unánime)                | DEEP: 6th Impact                                  | 7 de septiembre de 2002  | 3      | 5:00      | Tokio, Japón                     |       |
| Derrota   | 21-15-8  | Mitsuyoshi Sato          | Decisión (mayoría)                | Pancrase: Spirit 5                                | 28 de mayo de 2002       | 3      | 5:00      | Tokio, Japón                     |       |
| Empate    | 21-14-8  | Yoshinori Momose         | Decisión (mayoría)                | Pancrase: Spirit 3                                | 25 de marzo de 2002      | 2      | 5:00      | Tokio, Japón                     |       |
| Victoria  | 21-14-7  | Kazuki Okubo             | Rendición (armbar)                | DEEP: 3rd Impact                                  | 23 de diciembre de 2001  | 1      | 3:38      | Tokio, Japón                     |       |
| Victoria  | 20-14-7  | Hiroshi Shibata          | TKO (detención médica)            | Pancrase: Proof 7                                 | 1 de diciembre de 2001   | 1      | 2:28      | Yokohama, Japón                  |       |
| Derrota   | 19-14-7  | Sanae Kikuta             | TKO (detención médica)            | Pancrase: 2001 Anniversary Show                   | 30 de septiembre de 2001 | 2      | 4:30      | Yokohama, Japón                  |       |
| Victoria  | 19-13-7  | Kenji Akiyama            | Rendición (guillotine choke)      | Pancrase: 2001 Neo-Blood Tournament Opening Round | 29 de julio de 2001      | 3      | 2:52      | Tokio, Japón                     |       |
| Victoria  | 18-13-7  | Yuki Sasaki              | Rendición (toe hold)              | Pancrase: Proof 3                                 | 31 de mayo de 2001       | 3      | 0:25      | Tokio, Japón                     |       |
| Derrota   | 17-13-7  | Paulo Filho              | Decisión (unánime)                | Pancrase: Proof 2                                 | 31 de marzo de 2001      | 3      | 5:00      | Osaka, Japón                     |       |
| Empate    | 17-12-7  | Ricardo Liborio          | Empate (tiempo límite)            | DEEP: 1st Impact                                  | 8 de enero de 2001       | 3      | 5:00      | Nagoya, Japón                    |       |
| Victoria  | 17-12-6  | Magomed Ismailov         | Rendición (armbar)                | Pancrase: Trans 7                                 | 4 de diciembre de 2000   | 1      | 1:31      | Tokio, Japón                     |       |
| Derrota   | 16-12-6  | Keiichiro Yamamiya       | Decisión (unánime)                | Pancrase: 2000 Anniversary Show                   | 24 de septiembre de 2000 | 2      | 3:00      | Yokohama, Japón                  |       |
| Victoria  | 16-11-6  | Brian Gassaway           | Rendición (toe hold)              | Pancrase: 2000 Anniversary Show                   | 24 de septiembre de 2000 | 1      | 5:00      | Yokohama, Japón                  |       |
| Victoria  | 15-11-6  | Tony Ross                | Rendición (armbar)                | Pancrase: Trans 5                                 | 23 de julio de 2000      | 1      | 1:32      | Tokio, Japón                     |       |
| Victoria  | 14-11-6  | Masaya Kojima            | Rendición (toe hold)              | Pancrase: Trans 5                                 | 23 de julio de 2000      | 1      | 1:43      | Tokio, Japón                     |       |
| Victoria  | 13-11-6  | Joe Slick                | TKO (corte)                       | UFC 25                                            | 14 de abril de 2000      | 3      | 2:02      | Tokio, Japón                     |       |
| Victoria  | 12-11-6  | Ichio Matsubara          | Rendición (rear-naked choke)      | Pancrase: Breakthrough 9                          | 27 de febrero de 2000    | 1      | 1:21      | Osaka, Japón                     |       |
| Empate    | 11-11-6  | Chris Lytle              | Empate (tiempo límite)            | Pancrase: Breakthrough 11                         | 18 de diciembre de 1999  | 1      | 15:00     | Yokohama, Japón                  |       |
| Victoria  | 11-11-5  | Adrian Serrano           | Rendición (heel hook)             | Pancrase: Breakthrough 9                          | 25 de octubre de 1999    | 1      | 11:38     | Tokio, Japón                     |       |
| Derrota   | 10-11-5  | Semmy Schilt             | Decisión (unánime)                | Pancrase: 1999 Anniversary Show                   | 18 de septiembre de 1999 | 1      | 10:00     | Chiba, Japón                     |       |
| Victoria  | 10-10-5  | Minoru Toyonaga          | Rendición (rear-naked choke)      | Pancrase: 1999 Neo-Blood Tournament Second Round  | 1 de agosto de 1999      | 1      | 2:57      | Tokio, Japón                     |       |
| Victoria  | 9-10-5   | Daisuke Watanabe         | Rendición (triangle choke)        | Pancrase: 1999 Neo-Blood Tournament Second Round  | 1 de agosto de 1999      | 1      | 4:28      | Tokio, Japón                     |       |
| Victoria  | 8-10-5   | Daiju Takase             | Rendición (triangle choke)        | Pancrase: 1999 Neo-Blood Tournament Second Round  | 1 de agosto de 1999      | 1      | 7:59      | Tokio, Japón                     |       |
| Derrota   | 7-10-5   | Jason DeLucia            | Decisión (unánime)                | Pancrase: Breakthrough 6                          | 11 de junio de 1999      | 1      | 10:00     | Tokio, Japón                     |       |
| Empate    | 7-9-5    | Osami Shibuya            | Decisión (unánime)                | Pancrase: Breakthrough 5                          | 23 de mayo de 1999       | 2      | 3:00      | Nagoya, Japón                    |       |
| Empate    | 7-9-4    | Susumu Yamasaki          | Empate                            | Daidojuku: Wars 5                                 | 8 de abril de 1999       | 1      | 15:00     | Japón                            |       |
| Victoria  | 7-9-3    | Kosei Kubota             | Decisión (unánime)                | Pancrase: Breakthrough 3                          | 9 de marzo de 1999       | 1      | 10:00     | Tokio, Japón                     |       |
| Victoria  | 6-9-3    | Daisuke Ishii            | Decisión (mayoría)                | Pancrase: Breakthrough 2                          | 11 de febrero de 1999    | 1      | 10:00     | Osaka, Japón                     |       |
| Victoria  | 5-9-3    | Daisuke Watanabe         | Rendición (armbar)                | Pancrase: Breakthrough 1                          | 19 de enero de 1999      | 1      | 3:18      | Tokio, Japón                     |       |
| Victoria  | 4-9-3    | Satoshi Hasegawa         | Rendición (armbar)                | Pancrase: Advance 11                              | 29 de noviembre de 1998  | 1      | 2:43      | Osaka, Japón                     |       |
| Victoria  | 3-9-3    | Daisuke Ishii            | Decisión (unánime)                | Pancrase: Advance 10                              | 26 de octubre de 1998    | 1      | 10:00     | Tokio, Japón                     |       |
| Empate    | 2-9-3    | Travis Fulton            | Decisión (unánime)                | Pancrase: Advance 9                               | 4 de octubre de 1998     | 2      | 3:00      | Tokio, Japón                     |       |
| Derrota   | 2-9-2    | Evan Tanner              | Rendición (arm-triangle choke)    | Pancrase: 1998 Neo-Blood Tournament Opening Round | 7 de julio de 1998       | 1      | 4:05      | Tokio, Japón                     |       |
| Empate    | 2-8-2    | Kosei Kubota             | Decisión (dividido)               | Pancrase: Advance 8                               | 21 de junio de 1998      | 1      | 3:00      | Kobe, Japón                      |       |
| Victoria  | 2-8-1    | Adrian Serrano           | Decisión (puntos perdidos)        | Pancrase: Advance 7                               | 2 de junio de 1998       | 1      | 10:00     | Tokio, Japón                     |       |
| Derrota   | 1-8-1    | Satoshi Hasegawa         | Decisión (mayoría)                | Pancrase: Advance 5                               | 26 de abril de 1998      | 2      | 3:00      | Yokohama, Japón                  |       |
| Derrota   | 1-7-1    | Satoshi Hasegawa         | Rendición (toe hold)              | Pancrase: Advance 1                               | 16 de enero de 1998      | 2      | 1:10      | Tokio, Japón                     |       |
| Derrota   | 1-6-1    | Jason DeLucia            | Rendición (rear-naked choke)      | Pancrase: Alive 11                                | 20 de diciembre de 1997  | 1      | 3:47      | Yokohama, Japón                  |       |
| Derrota   | 1-5-1    | Osami Shibuya            | Decisión (puntos perdidos)        | Pancrase: Alive 10                                | 16 de noviembre de 1997  | 1      | 10:00     | Kobe, Japón                      |       |
| Derrota   | 1-4-1    | Takafumi Ito             | Rendición (toe hold)              | Pancrase: Alive 9                                 | 29 de octubre de 1997    | 1      | 6:34      | Tokio, Japón                     |       |
| Empate    | 1-3-1    | Kosei Kubota             | Decisión (mayoría)                | Pancrase: 1997 Anniversary Show                   | 6 de septiembre de 1997  | 1      | 10:00     | Chiba, Japón                     |       |
| Derrota   | 1-3-0    | Yuki Kondo               | Rendición (toe hold)              | Pancrase: Alive 8                                 | 9 de agosto de 1997      | 1      | 5:13      | Osaka, Japón                     |       |
| Derrota   | 1-2-0    | Satoshi Hasegawa         | Decisión (unánime)                | Pancrase: 1997 Neo-Blood Tournament, Round 2      | 21 de julio de 1997      | 2      | 3:00      | Tokio, Japón                     |       |
| Victoria  | 1-1-0    | Haygar Chin              | Rendición (kneebar)               | Pancrase: 1997 Neo-Blood Tournament, Round 1      | 20 de julio de 1996      | 1      | 2:24      | Tokio, Japón                     |       |
| Derrota   | 0-1-0    | Yuzo Tateishi            | Decisión                          | Lumax Cup: Tournament of J '96                    | 30 de marzo de 1996      | 2      | 3:00      | Japón                            |       |